# Вси Светии (Марикостиново)
„Вси Светии“, още „Всех Светих“ или „Всех Святих“, е възрожденска църква в петричкото село Марикостиново, България, част от Неврокопската епархия на Българската православна църква.

## История
В средата на XIX век в селото е построен малък еднокорабен, полувкопан храм. Върху неговите основи в 1886 – 1892 година е построена нова църква. Храмът е опожарен от отстъпващите турски войски по време на Балканската война в 1912 година и е възстановен по време на Първата световна война.
- Църквата „Вси Светии“
- Надпис с историята на църквата
- Входът и дворът
- Изглед от улицата